# Själand
Inte att förväxlas med Själland.
Själand består av ett par byar benämnda Västersjäland och Östersjäland strax norr om Älandsbro och söder om Åmsjön i Härnösands kommun. 
Från 2015 avgränsar SCB här en småort med småortskod S7555.